# Conus ione
Conus ione is een in zee levende slakkensoort uit het geslacht Conus. De slak behoort tot de familie Conidae. Conus ione werd in 1938 beschreven door Fulto. Net zoals alle soorten binnen het geslacht Conus zijn deze slakken roofzuchtig en giftig. Zij bezitten een harpoenachtige structuur waarmee ze hun prooi kunnen steken en verlammen.